# Ирландия на зимних Олимпийских играх 2010

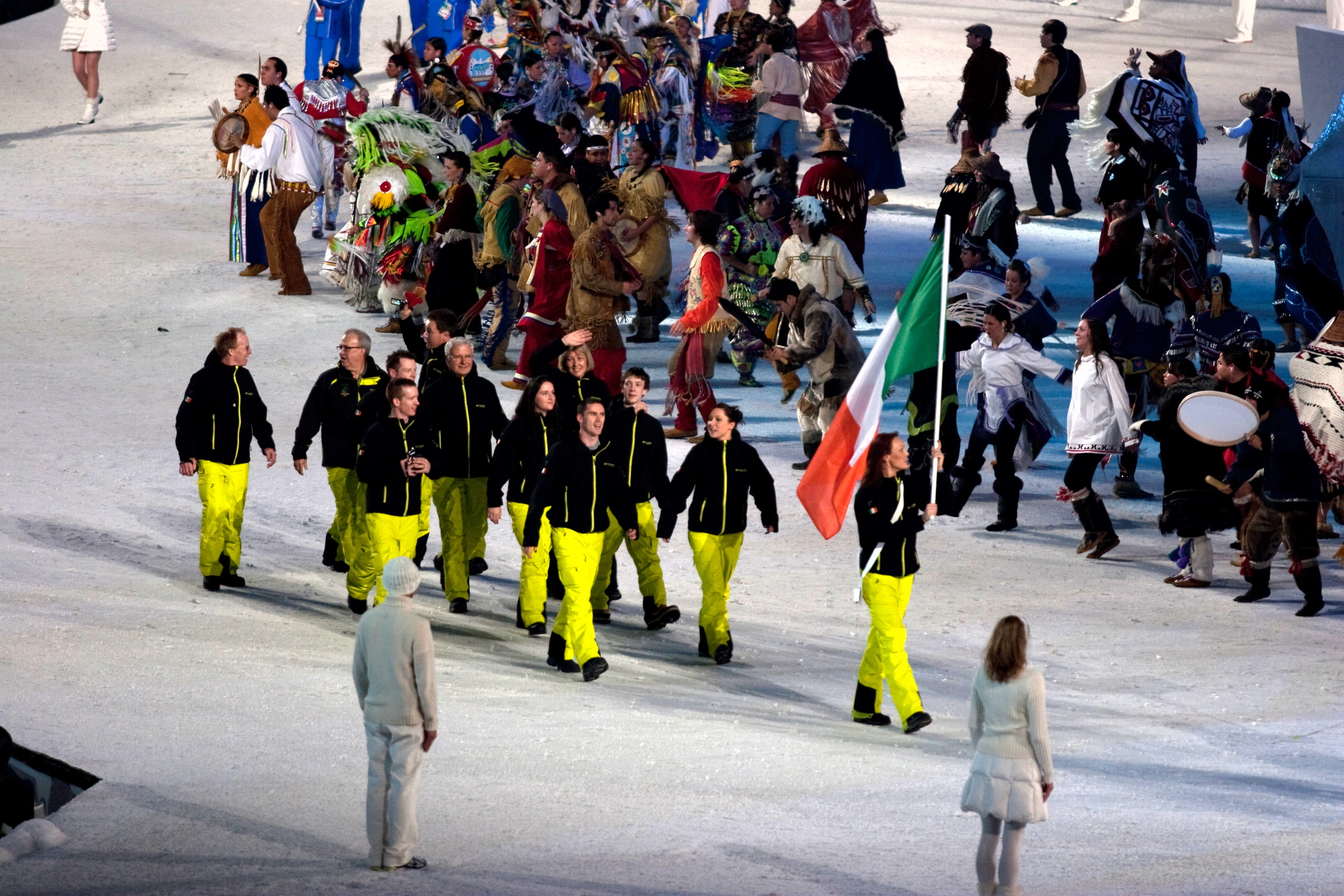
Ирландия на церемонии открытия Игр

Ирландия на зимних Олимпийских играх 2010 была представлена шестью спортсменами в двух видах спорта.

## Результаты соревнований

### Бобслей

#### Бобслей
Женщины
| Соревнование | Спортсмены            | 1 заезд   | 1 заезд | 2 заезд   | 2 заезд | 3 заезд   | 3 заезд | 4 заезд   | 4 заезд | Итоговый результат | Итоговое место |
| Соревнование | Спортсмены            | Результат | Место   | Результат | Место   | Результат | Место   | Результат | Место   | Итоговый результат | Итоговое место |
| ------------ | --------------------- | --------- | ------- | --------- | ------- | --------- | ------- | --------- | ------- | ------------------ | -------------- |
| Двойки       | Ифе Хои, Клэр Берджин | 55,04     | 21      | 54,49     | 17      | 54,73     | 18      | 54,58     | 16      | 3:38,84            | 17             |

#### Скелетон
| Соревнование | Спортсмены    | 1 заезд   | 1 заезд | 2 заезд   | 2 заезд | 3 заезд   | 3 заезд | 4 заезд   | 4 заезд | Итоговый результат | Итоговое место |
| Соревнование | Спортсмены    | Результат | Место   | Результат | Место   | Результат | Место   | Результат | Место   | Итоговый результат | Итоговое место |
| ------------ | ------------- | --------- | ------- | --------- | ------- | --------- | ------- | --------- | ------- | ------------------ | -------------- |
| Мужчины      | Патрик Шеннон | 55,18     | 26      | 55,20     | 27      | 54,60     | 24      |           |         | 2:44,98            | 25             |

### Лыжные виды спорта

#### Горнолыжный спорт
Мужчины
| Соревнование | Спортсмены    | 1 спуск | 2 спуск | Всего   | Отставание | Место |
| ------------ | ------------- | ------- | ------- | ------- | ---------- | ----- |
| Слалом       | Шейн О’Коннор | 1:00,83 | 1:04,31 | 2:05,14 | +25,82     | 45    |

Женщины
| Соревнование      | Спортсмены      | 1 спуск | 2 спуск | Результат | Место |
| ----------------- | --------------- | ------- | ------- | --------- | ----- |
| Гигантский слалом | Кирсти Макгэрри | 1:24,28 | 1:20,92 | 2:45,20   | 50    |
| Слалом            | Кирсти Макгэрри | DSQ     | —       | —         | —     |

#### Лыжные гонки
Мужчины
Дистанция
| Соревнование           | Спортсмен           | Результат | Место |
| ---------------------- | ------------------- | --------- | ----- |
| 15 км свободным стилем | Питер-Джеймс Бэррон | 43:50,4   | 91    |